# تريسي ليتس
تريسي ليتس (بالإنجليزية: Tracy Letts)‏ (و. 1965  م) هو كاتب سيناريو، وكاتب مسرحي، وممثل مسرحي، وممثل أفلام، وممثل تلفزي، وكاتب، ومؤلف أمريكي، ولد في تلسا.

## جوائز
حصل على جوائز منها:
- جائزة توني لأفضل ممثل في مسرحية  [لغات أخرى]‏ (2013)
- جائزة بوليتزر عن فئة الدراما.

## وصلات خارجية
- تريسي ليتس على موقع IMDb (الإنجليزية)
- تريسي ليتس على موقع الموسوعة البريطانية (الإنجليزية)
- تريسي ليتس على موقع ألو سيني (الفرنسية)
- تريسي ليتس على موقع أول موفي (الإنجليزية)
- تريسي ليتس على موقع بوكس أوفيس موجو (الإنجليزية)
- تريسي ليتس على موقع قاعدة بيانات برودواي على الإنترنت (الإنجليزية)
- تريسي ليتس على موقع قاعدة بيانات الأفلام السويدية (السويدية)
- تريسي ليتس على موقع قاعدة بيانات الفيلم (الإنجليزية)
- تريسي ليتس على موقع كينوبويسك (الروسية)